# Виллар, Луи-Франсуа де Бранкас
Луи-Франсуа де Бранкас (фр. Louis-François de Brancas; ум. 10.1679), герцог де Виллар — французский государственный и военный деятель.

## Биография
Сын Жоржа де Бранкаса, герцога де Виллара, и Жюльенны-Ипполиты-Жозефины д'Эстре.
Маркиз, затем герцог де Виллар.
В ходе Франко-испанской войны в двух кампаниях служил волонтером под командованием графа д'Аркура. 8 февраля 1650 был произведен в лагерные маршалы. Служил в этом качестве во Фландрской армии в 1650—1651 годах.
Оставил службу, став герцогом де Виллар-Бранкас и пэром Франции после смерти отца 23 января 1657, и был зарегистрирован Прованским парламентом 15 февраля.

## Семья
1-я жена (контракт 21.12.1649): Мадлен-Клер де Ленонкур (ум. 16.08.1661), дочь Антуана де Ленонкура, сеньора де Мароль, Полиньи и Бидо, и Мари д'Анженн. Придворная дама Анны Австрийской, которая по случаю свадьбы пожаловала ей 75 тыс. ливров
2-я жена (4.1662): Мари-Мадлен Жирар (ум. 20.04.1674), дочь Луи Жирара, сеньора де Вильтанёз, генерального прокурора Парижской счетной палаты, и Мари Буайе де Брёй
Дети:
- Луи I (14.02.1663—24.01.1739), герцог де Виллар. Жена 1) (контракт 5.07.1680): Мари де Бранкас (ок. 1651—27.08.1731), дама де Мобек, дочь Шарля де Бранкаса, маркиза де Мобек, и Сюзанны де Гарнье; 2) (24.02.1738): Луиза-Диана-Франсуаза де Клермон-Гальранд, дочь Пьера-Гаспара де Клермон-Гальранда и Габриели-Франсуазы д'О
- Луи-Этьен-Жозеф (10.11.1664, ум. в море)
- Мари-Мадлен (1669—7.03.1743). Муж (26.10.1694): Габриель-Анри де Бово (ок. 1661—1738), маркиз де Монгоже, капитан гвардии герцога Орлеанского
- Луи (13.12.1670—12.10

1716), шевалье де Виллар, аббат Нотр-Дам дез Аллё
3-я жена (10.09.1678): Луиза-Катрин-Анжелика де Фотро де Меньер (ок. 1649—11.02.1701)
Дочь:
- Элизабет-Шарлотта-Кандида (12.1679—26.08.2741). Муж (контракт 24.01.1696): Луи де Бранкас (1672—1750), маркиз де Серест, маршал Франции